# S4M

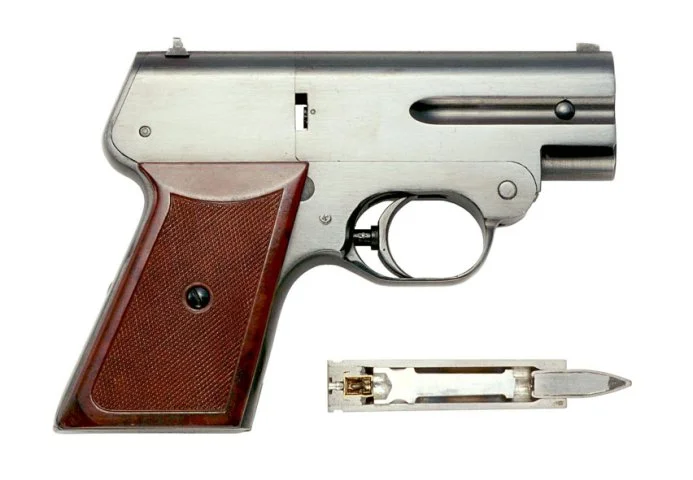

Le S4M (en russe : С4М) était un pistolet de service spécial soviétique. Il s’agissait d’un simple derringer à deux coups, mais ses caractéristiques uniques provenaient de ses munitions spéciales, conçues autour d’une version réduite des cartouches de 7,62 × 39 mm M43 utilisés dans l’AK-47 soviétique. L’étui de la cartouche contenait un piston, situé entre la balle et la poudre, qui avançait à l’intérieur de l’étui lorsqu’elle était tirée. Le piston poussait la balle vers l'extrémité du canon et bouchait l’extrémité de la chambre, scellant complètement tous les gaz explosifs dans la chambre. Ceci, combiné à la balle intrinsèquement à faible vitesse, a abouti à un pistolet vraiment silencieux. La nature du pistolet et celle de ses munitions le rendaient extrêmement imprécis hormis à bout portant. Pour ajouter encore plus de confusion et éloigner les soupçons possibles de l’assassin, le canon a été conçu pour marquer la balle de telle sorte que les experts en balistique concluraient non seulement que la balle a été tirée à partir d’un AK-47, mais qu’elle avait été tirée à plusieurs centaines de pieds de distance.
En raison de la nature politiquement dévastatrice inhérente à cette conception, le S4M a été gardé très secret. Les informations sur ce pistolet ne furent connues des gouvernements occidentaux que bien après la fin de la guerre froide.
Le S4M a été remplacé par le pistolet silencieux MSP Groza moins puissant, mais par ailleurs assez similaire, utilisant les nouvelles munitions SP-3 en 7,62 × 39 mm, qui ont également été utilisées dans le couteau NRS-2.